# Orlandostraße
Die Orlandostraße in München liegt in der Altstadt und führt von der Ledererstraße zum Platzl.

## Geschichte
Die Straße ist nach Orlando di Lasso (1532–1594), Hofkapellmeister in der Residenz, benannt, der den wittelsbachischen Hof in München zum europäischen Musikzentrum machte. Er war neben Giovanni Pierluigi da Palestrina der angesehenste Musiker des 16. Jahrhunderts. Früher hieß sie Seeriedergasse nach einem Brantweiner Josef Anton Seerieder, dem schon 1731 eines der nach der Lederergasse ausgehenden Eckhäuser gehörte. Noch hundert Jahre später nannte man das betreffende Haus Zum Seerieder-Branntweiner.
In der Orlandostraße ist eine der Plaketten der Drachenzählerlieder zu finden. Die Drachenzählerlieder waren ein Streetart-Projekt anlässlich der Bundesgartenschau 2005 in München. Dabei wurden an verschiedenen Orten in München 10 × 30 cm große Plaketten am Boden befestigt, auf denen jeweils ein Vers der Drachenzählerlieder zu lesen war; außerdem jeweils Kapitel und Vers und der Hinweis Kunstebene, auf 10×30cm, besprech- und betanzbar.

## Lage
Die Orlandostraße führt von der Ledererstraße zum Platzl mit dem Hofbräuhaus. Am Übergang zum Platzl zweigen nach Südosten die Bräuhausstraße und nach Nordwesten die Münzstraße ab. Die Orlandostraße ist Fußgängerzone, in der sich zahlreiche Fanshops und Souvenirgeschäfte befinden. An der Ledererstraße schließt sich die Böhmlerpassage an, die eine Fußgängerverbindung zum Tal herstellt, neben der etwas nordwestlich gelegenen Maderbräustraße.

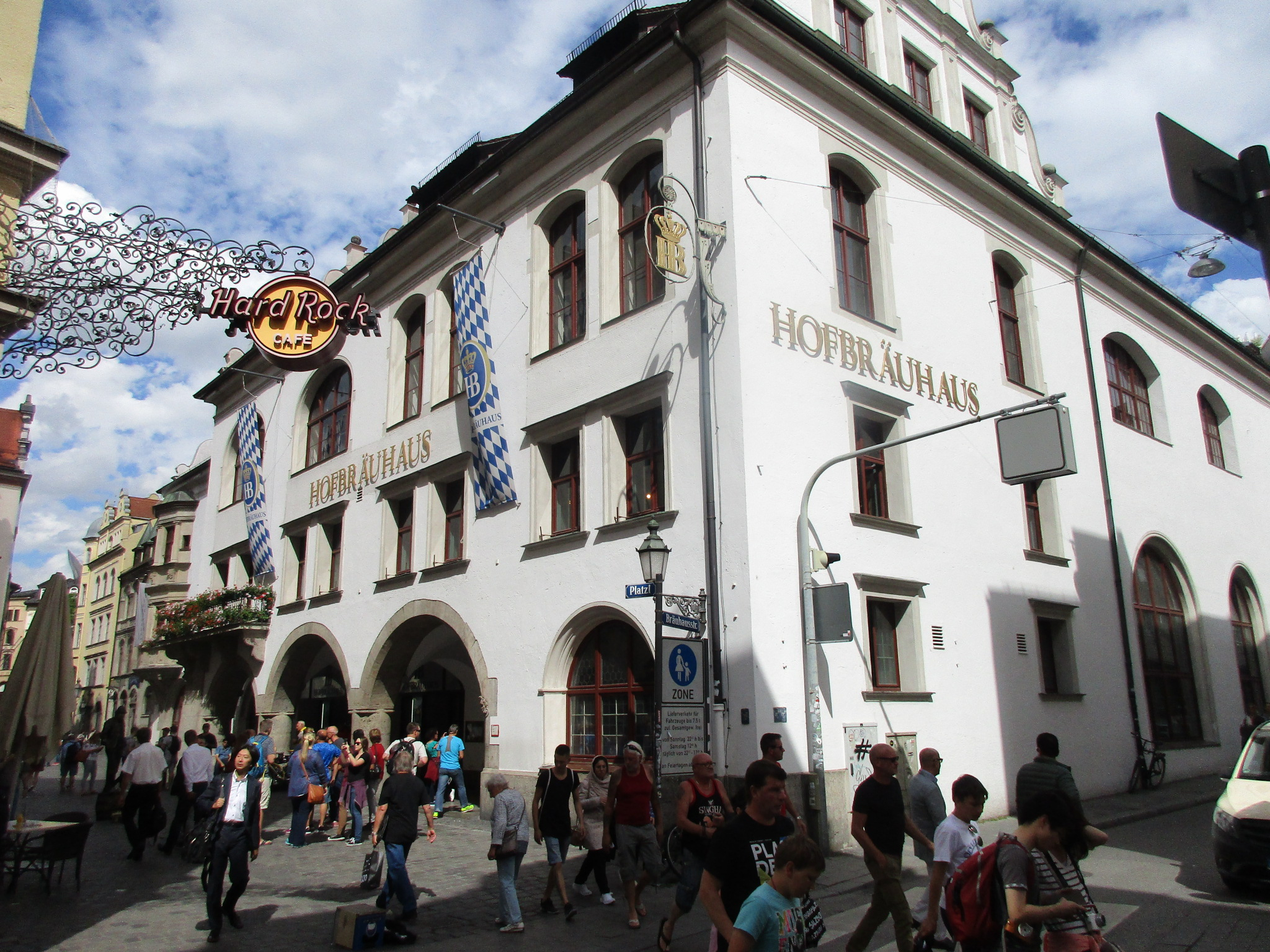
Übergang von der Orlandostraße zum Platzl mit der Abzweigung Bräuhausstraße
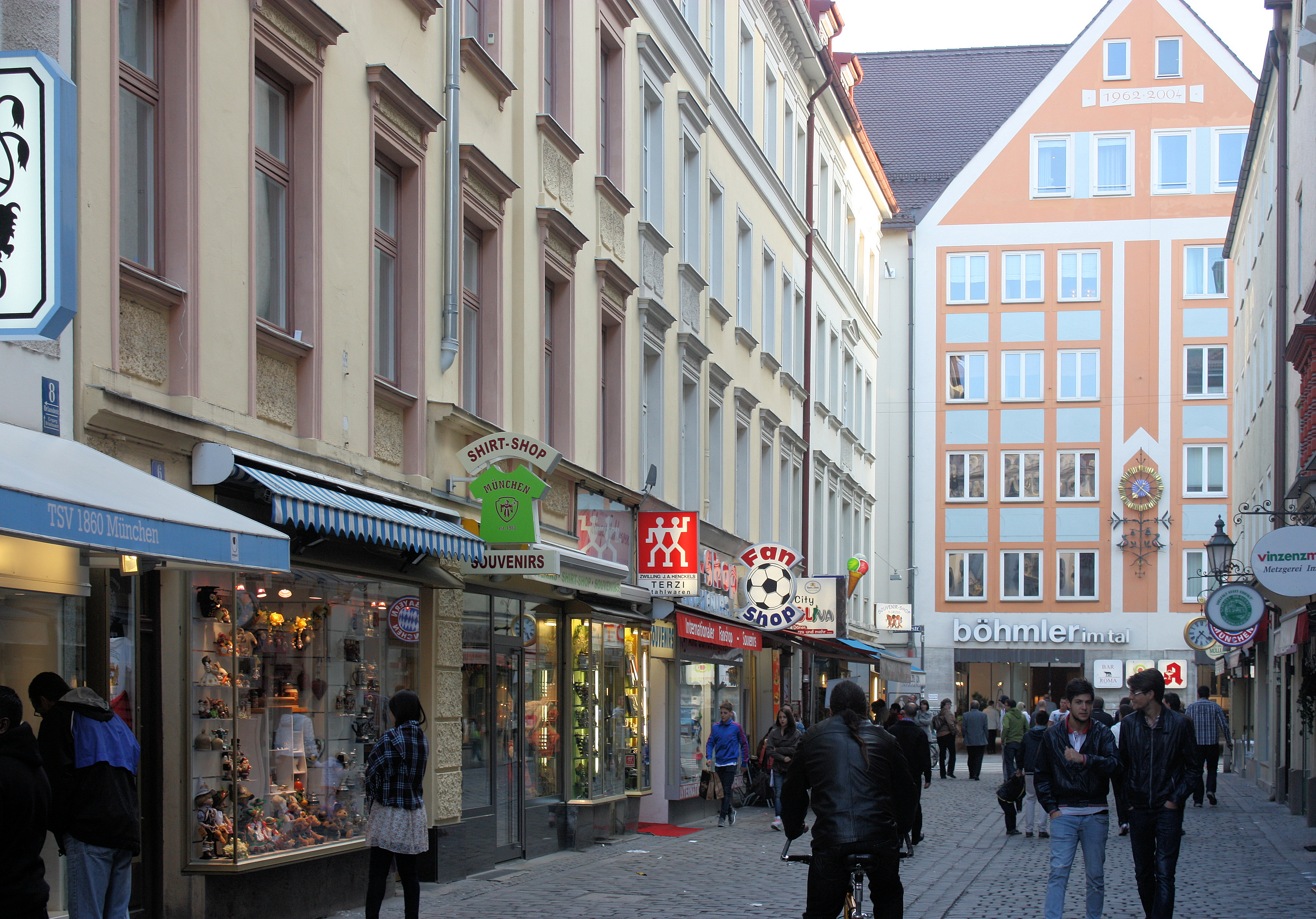
Orlandostraße Richtung Ledererstraße mit Sicht auf die Böhmlerpassage
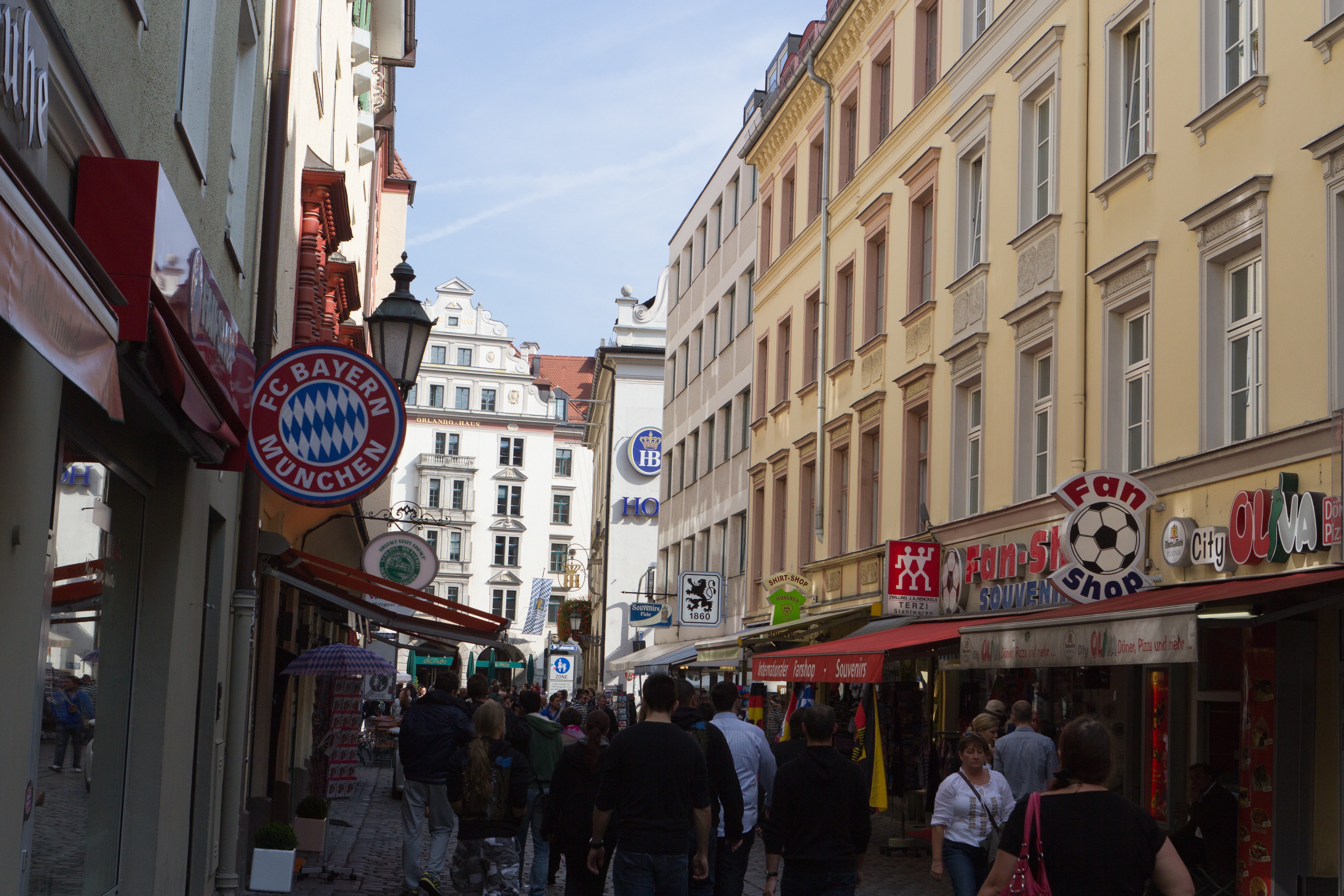
Orlandostraße Richtung Platzl
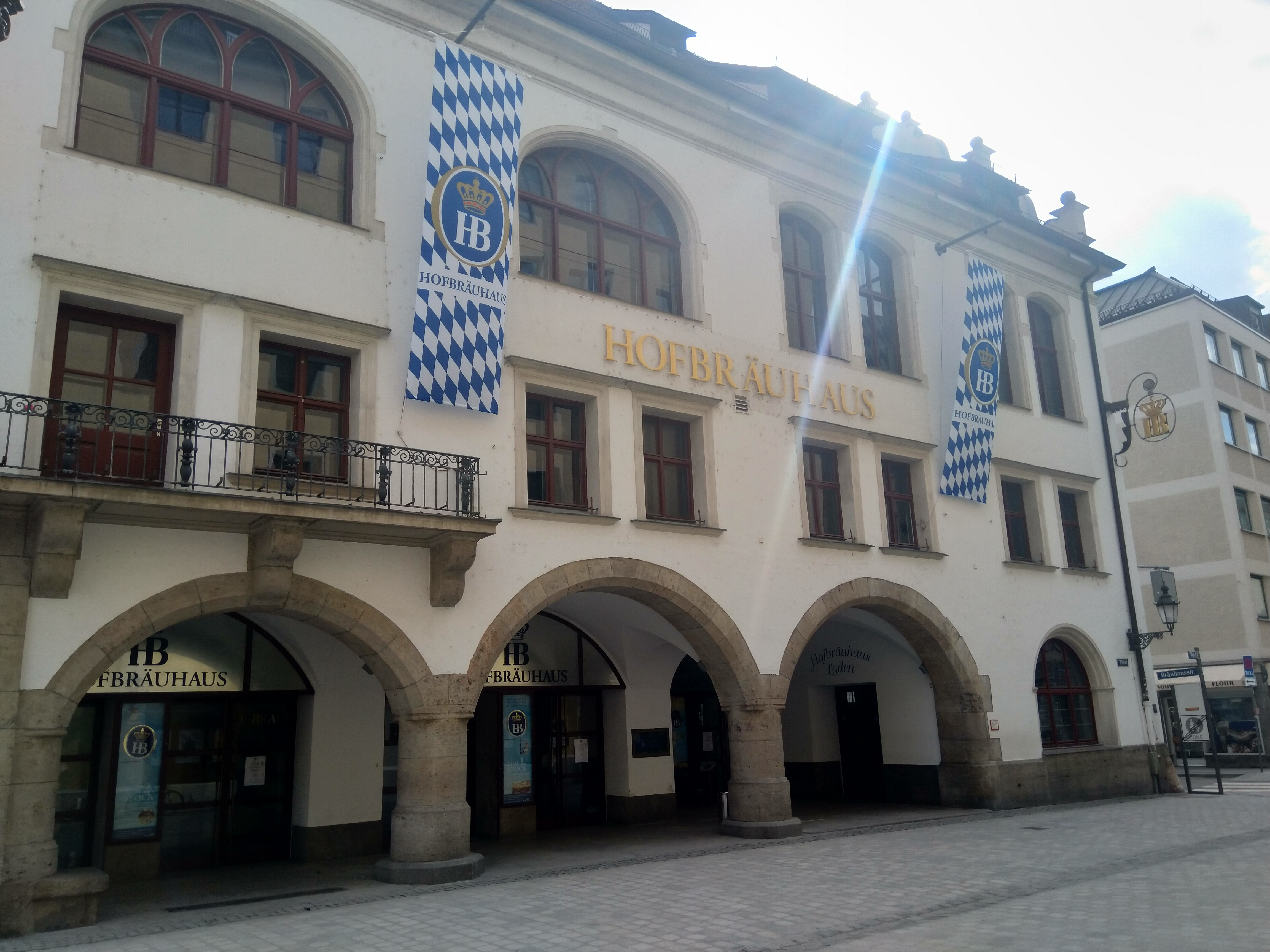
Hofbräuhaus am Platzl, am Ende der Orlandostraße
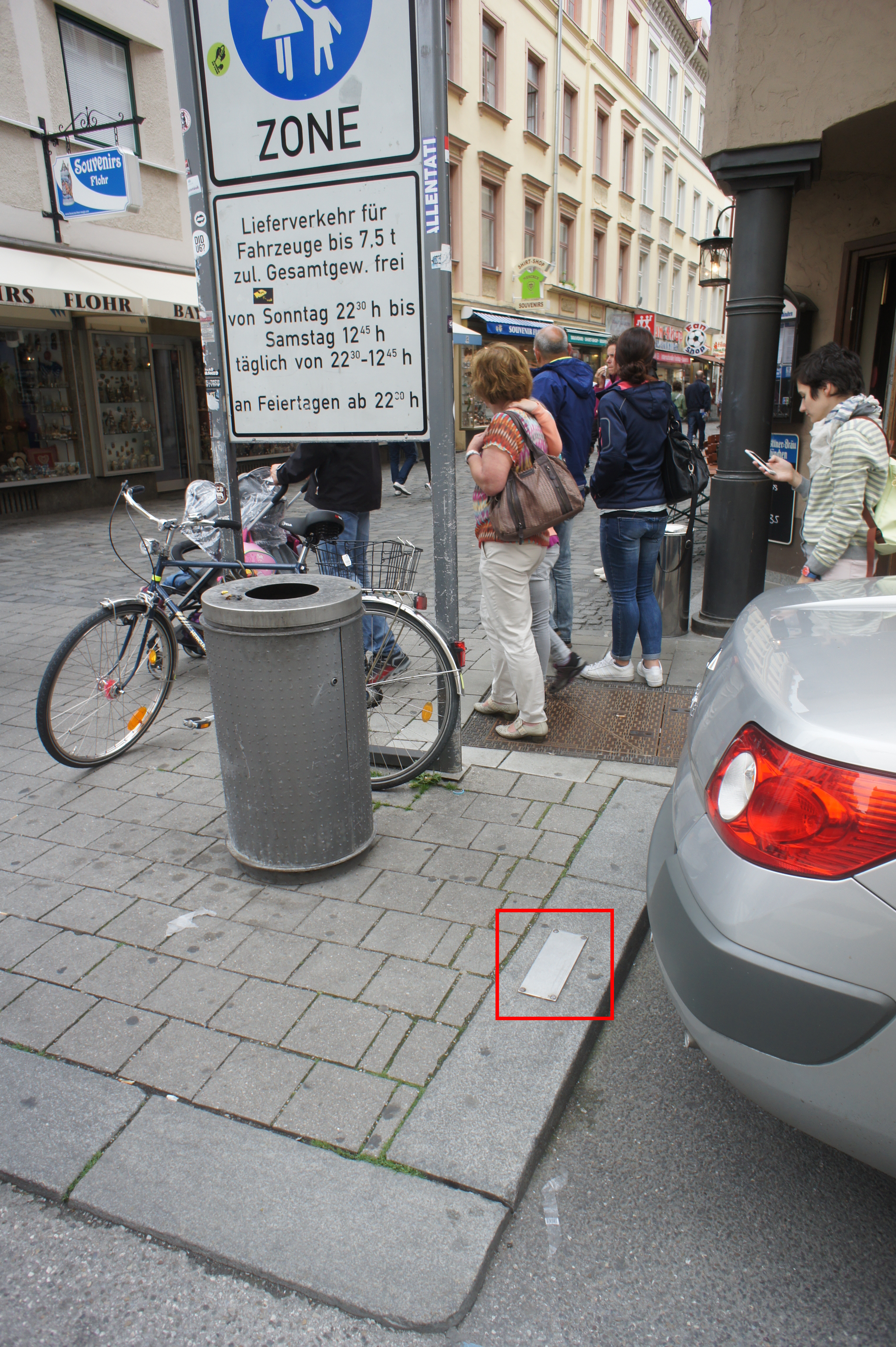
Plakette des Drachenzählerlieds